# Turbo (émission de télévision)
Pour les articles homonymes, voir Turbo.
Turbo est une émission de télévision française hebdomadaire créée en 1987 et consacrée à l'automobile. Créé, produit et présenté par Dominique Chapatte, c'est le plus ancien programme encore à l'antenne de la chaîne M6. Elle fait partie du record des émissions télévisées ayant la plus grande longévité du PAF, après Le Jour du Seigneur, Présence protestante, Source de vie, Judaïca, À l'origine, Orthodoxie, Chrétiens orientaux, À Bible ouverte, Des chiffres et des lettres, Automoto, Thalassa, Stade 2, Téléfoot, Islam, 30 millions d'amis, et Télématin. Ses sujets sont également rediffusés sur l'autre chaîne du groupe, W9.

## Histoire
L'émission est lancée une semaine seulement après le lancement mouvementé de la chaîne. Le directeur de l'époque, Jean Stock, souhaitait un rendez-vous sur le thème des moteurs. Dominique Chapatte accompagné d'une petite équipe créa alors l'émission et assurera la présentation à l'écran de Turbo seul. Ce n'est que durant les années 2000 qu'il sera accompagné de Stanislas Grenapin (qui se charge également d'une partie de la narration), puis par Safet Rastoder. 
Initialement diffusé le samedi après-midi, puis vers 18 h 45, Turbo abordait, durant une demi-heure dans ses premiers numéros, aussi bien les voitures, les sous-marins ou les avions. L'émission évoluera au fil des années et de sa popularité croissante. Depuis septembre 2009, elle est programmée le dimanche matin et se recentre sur l'automobile. L'émission intègre également plus de sujets de société. 
Émission doyenne de la chaîne avec en moyenne 1,2 million de téléspectateurs, l'émission possède un statut particulier au sein de M6, puisque la petite équipe jouit d'une certaine autonomie au sein du groupe.
En mars 2022, Turbo fête ses 35 ans d'antenne avec une émission anniversaire à laquelle participe la star de l'équipe de France de football, Karim Benzema.

## Présentation
Turbo est présentée depuis ses débuts en 1987 par Dominique Chapatte, ce qui constitue un record de longévité inégalé à la présentation d'un programme télévisuel en France.

## Identité visuelle

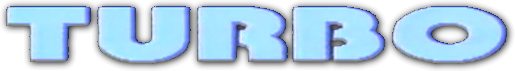
Logo de l'émission du 7 mars au 27 juin 1987
Logo de l'émission du 6 septembre 2009 à juin 2015
Logo de l'émission depuis septembre 2015